# Butz Peters
Butz Peters (* 22. Januar 1958 in Hannover) ist ein deutscher Rechtsanwalt, Moderator, Journalist und Autor.

## Ausbildung
Butz Peters studierte Rechtswissenschaften mit Nebenfach Publizistikwissenschaft an den Universitäten Hannover, Göttingen, Lausanne und Wien. Nach einem Volontariat beim Norddeutschen Rundfunk folgte 1984 die Ausbildung zum Hörfunk- und Fernsehjournalisten.

## Journalist
Anschließend war Peters in verschiedenen Redaktionen im öffentlich-rechtlichen TV und Rundfunk tätig, wo er sich vorzugsweise mit den Themen Kriminalität und Medienrecht beschäftigte. 1988 erhielt er den Journalistenpreis der Ständigen Konferenz der Innenminister und -senatoren für den besten Hörfunkbeitrag zum Thema Vorbeugende Kriminalitätsbekämpfung. 1991 wurde er mit der Nick-Knatterton-Ehrenmütze des Bundes Deutscher Kriminalbeamter für besonderes Engagement auf dem Gebiet der Kriminalitätsvorbeugung und -bekämpfung ausgezeichnet.
1993 wurde Peters Geschäftsführer und Chefredakteur des Privatsenders Antenne Sachsen. Von 1997 bis 2001 übernahm er die Moderation der ZDF-Sendung Aktenzeichen XY … ungelöst von Eduard Zimmermann.

## Rechtsanwalt
Als Rechtsanwalt war Peters von 1996 bis 2001 Partner in der Kanzlei von Matthias Prinz in Hamburg und von 2001 bis 2012 Mitglied der Medienrechtskanzlei Brehm & v. Moers in Berlin. Dort beschäftigte er sich überwiegend mit den Themen Medienrecht und Arbeitsrecht. Von 2012 bis 2018 war er Partner in der Kanzlei Heinemann & Peters in Dresden, die ihre Tätigkeit zum  1. Juli 2018 einstellte. Derzeit ist Peters in der Kanzlei Tiefenbacher in Dresden tätig. Als Anwalt ist er spezialisiert auf das Recht der parlamentarischen Untersuchungsausschüsse, wie auch auf das zivilrechtliche Medien- und Entertainmentrecht und das Urheber- und Verlagsrecht sowie auf das Arbeitsrecht in der Medienbranche.

## RAF-Experte
Peters hat vier Bücher über die Rote Armee Fraktion geschrieben. Zuletzt  widmet er sich im Buch 1977 – RAF gegen Bundesrepublik den Ereignissen im Jahre 1977, das als Schlüsseljahr des RAF-Terrors gilt.
Butz Peters ist Mitglied des Wissenschaftlichen Beirats des „Landshut“-Projekts, der das Dornier-Museum bei der Entwicklung und Umsetzung der Ausstellung über die Entführung des Flugzeugs „Landshut“ begleitet.

## Werke
- Der Clan und die Juwelen: Der Einbruch ins Dresdner Grüne Gewölbe und die Macht der Remmos, Riva-Verlag, München 2023, ISBN 978-3-7423-2503-7.
- 1977 – RAF gegen Bundesrepublik, München 2017, ISBN 978-3-426-27678-5.
- Der letzte Mythos der RAF: Wer erschoss Wolfgang Grams? Das Desaster von Bad Kleinen, Ullstein, Berlin 2006, ISBN 3-550-07865-X.
- Tödlicher Irrtum. Die Geschichte der RAF, Berlin 2004, ISBN 3-87024-673-1.
- Fernseh- und Filmproduktion. Rechtshandbuch, Baden-Baden 2003, ISBN 3-7890-8138-8.
- Who’s who im deutschen Recht. Wegweiser durch die Juristenwelt, München 2003, ISBN 3-406-50184-2.
- Medienrecht. Die zivilrechtlichen Ansprüche, München 1999, ISBN 3-406-44853-4.
- Die Absahner. Organisierte Kriminalität in der Bundesrepublik, Hamburg 1994, ISBN 3-498-05273-X.
- Handbuch des Arbeitszeitrechts: Das neue Arbeitszeitgesetz 1994, Hannover 1994, ISBN 3-7813-4507-6.
- RAF. Terrorismus in Deutschland, Stuttgart 1991, ISBN 3-421-06619-1.
- Der Partnerschaftsvermittlungsvertrag, Frankfurt am Main 1986, ISBN 3-8204-9356-5.